# Ghiacciaio Poetry
Il ghiacciaio Poetry è un ghiacciaio situato sull'Isola di re Giorgio, nelle Isole Shetland Meridionali, a nord del termine della Penisola Antartica. Il ghiacciaio si trova in particolare nella parte orientale della costa settentrionale dell'isola, dove fluisce verso nord-ovest fino a entrare nella baia Venus, poco a est del nunatak Esther.

## Storia
Il ghiacciaio Poetry è stato mappato durante la spedizione francese in Antartide svoltasi dal 1908 al 1910 al comando di Jean-Baptiste Charcot, ed è stato così battezzato dai partecipanti a una spedizione polacca di ricerca antartica svoltasi nel 1984, in associazione con la vicina punta Milosz, così chiamata in onore del poeta polacco Czesław Miłosz. Nel 2003, il comitato britannico per i toponimi antartici cambiò il nome del ghiacciaio utilizzando la dicitura inglese, trasformandolo da "Poezji" nell'odierno "Poetry" (ossia "poesia" in italiano).